# Бродок (Румунія)
Бродок (рум. Brodoc) — село у повіті Васлуй в Румунії. Адміністративно підпорядковане місту Васлуй.
Село розташоване на відстані 275 км на північний схід від Бухареста, 4 км на захід від Васлуя, 56 км на південь від Ясс, 138 км на північ від Галаца.

## Населення
За даними перепису населення 2002 року у селі проживали 1187 осіб, з них 1182 особи (99,6 %) румунів. Усі жителі села рідною мовою назвали румунську.